# Lamoille Township (comté de Bureau, Illinois)
Pour les articles homonymes, voir Lamoille.
Lamoille Township est un township du comté de Bureau dans l'Illinois, aux États-Unis. 